# پرچم کیپ ورد

پرچم کیپ ورد

پرچم کنونی کیپ ورد پس از جدایی کامل این کشور از گینه بیسائو در تاریخ ۲۲ سپتامبر ۱۹۹۲ پذیرفته شد. این دو کشور که با تلاش‌های جنبش آزادی‌بخش Partido Africano da Independência da Guiné e Cabo Verde در ۱۹۷۴ (گینه بیسائو) و ۱۹۷۵ (کیپ ورد) به استقلال دست یافته بودند نخست پرچم این جنبش را در راستای هدف آن برای اتحاد دو ملت برگزیدند، اما در نهایت این اتحاد در ۱۹۸۰ و به‌دنبال کودتایی نظامی در گینهٔ بیسائو گسیخته شد.

## طرح پرچم
پرچم کنونی کیپ ورد که غالباً با تناسب ۲:۳ مورد استفاده قرار می‌گیرد از ۵ نوار افقی غیر هم‌اندازه تشکیل شده که به ترتیب از بالا به پایین دارای رنگ‌های آبی، سفید، قرمز، سفید و آبی است. نوار آبی‌رنگ بالایی برابر با نیمی از عرض پرچم، نوارهای سرخ و سفید هرکدام برابر با یک دوازدهم عرض پرچم و نوار آبی پایینی برابر با یک چهارم عرض پرچم است. همچنین دایره‌ای متشکل از ۱۰ ستارهٔ پنج‌پر زردرنگ به مرکزیت نوار قرمز در فاصلهٔ سه هشتم طول پرچم از اهتزازگاه آن قرار گرفته است.

## نمادشناسی
در پرچم کیپ ورد:
- رنگ آبی نماد فضای بیکران دریا و آسمان است.[۱][۲]
- ۱۰ ستارهٔ زردرنگ نماد ۱۰ جزیرهٔ مهم آنند که در این دریای آبی قرار دارند[۱][۲] و قرارگیری دایره‌وار آنان بیانگر ملت کیپ ورد و اتحاد آنان است.[۱][۲]
- نوارهای سرخ و سفید نماد راه سازندگی کشور[۱] از طریق صلح (رنگ سفید) و با کوشش و تلاش (رنگ قرمز) است.[۲]

## پرچم‌های پیشین

پرچم کیپ ورده در فاصلهٔ سال‌های ۱۹۷۵ تا ۱۹۹۲